# Durvillaeaceae
Famille
Les Durvillaeaceae sont une famille d’algues brunes de l’ordre des Fucales. 

## Étymologie
Le nom vient du genre type Durvillaea donné en hommage à l'explorateur français Jules Dumont d'Urville (1790-1842).

## Liste des genres
Selon AlgaeBase (23 août 2017) et World Register of Marine Species (23 août 2017) :
- Durvillaea Bory de Saint-Vincent, 1826